# Arnoldus Reimers

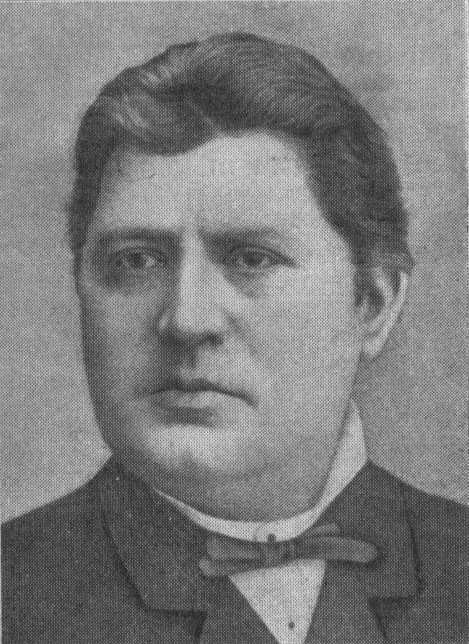
Hjeronymus Arnoldus Reimers.

Hjeronymus Arnoldus Reimers, född 1844 på Alvøen vid Bergen, död 1899 i Kristiania (nuvarande Oslo), var en norsk skådespelare, bror till Sophie Reimers.
Reimers, som blev student 1865, tillhörde 1867-1898 Kristiania teater. Hans imposanta yttre, sköna stämma och karaktärsfulla spel gjorde honom lika uppskattad i hjälteroller och tragedi som i moderna, realistiska pjäser. Reimers uppträdde bland annat 1883 på Kungliga teatern i Stockholm. Hans namn är förknippat med det ibsenska dramat, såsom Örnulf i Hærmændene paa Helgeland, Skule jarl i Kongsemnerne, Stensgaard i De unges forbund, Hjalmar Ekdal i Vildanden, doktor Stockmann i En folkefiende och Ulrik Brendel i Rosmersholm.
År 1881 gifte sig Reimers med skådespelerskan Johanne Regine Juell, född Elvig (1847-1882), som sedan 1866 var Kristiania teaters mest använda kvinnliga konstnär och publikens gunstling. Hon var i sitt första äktenskap med skådespelaren Mathias Juell (1835-1894) mor till Johanne Dybwad.